# Nikola Radonja
Nikola Radonja (mit vollständigem Namen Nikola Radonja Branković; serbisch-kyrillisch Никола Радоња Бранковић; mittelgriechisch Νικόλαος ῾Ραδόχνας; als Mönch Gerasim oder Romanos; † 3. Dezember 1399 im Kloster Agiou Pavlou auf dem Berg Athos) war ein serbischer Magnat unter den Zaren Stefan Uroš IV. Dušan und Stefan Uroš V. Er stammte aus dem Adelsgeschlecht Branković.

## Leben
Nikola Radonja war der älteste Sohn des Sebastokrators Branko Mladenović, seit 1346 Statthalter Stefan Dušans in der Oblast Ohrid. Er war somit ein Enkel des aus der Region Drenica stammenden Gespans und Woiwoden Mladen († vor 1346), der als Gouverneur von Trebinje und Kotor dem raszischen König Stefan Uroš III. Dečanski gedient hatte. Seine Brüder waren Grgur Golubić und Vuk Branković; seine Schwester Teodora war die Ehefrau von Georg Thopia, Sohn des albanischen Fürsten Karl Thopia. Radonja war verheiratet mit Jelena, einer Schwester von Jovan Uglješa.
Nachdem Stefan Dušan 1346 in Skopje zum Kaiser gekrönt worden war, übertrug er Radonja eine Domäne in der Region Serres, wo er mit seiner Familie lebte. Nach dem frühen Tod seiner Frau und seiner beiden Töchter zog sich Radonja im Winter 1364/65, noch zu Lebzeiten seines Vaters, aus dem weltlichen Leben in das Kloster Hilandar auf dem Athos zurück und nahm den Mönchsnamen Gerasim an. Um 1380 erwarb er zusammen mit Arsenije Bagaš vom Kloster Xeropotamou das zerstörte Kloster Agiou Pavlou und ließ es wieder aufbauen. Zwischen 1379 und 1389 war Radonja Priester im Hilandar-Kloster; als „Gerasim, Bruder von Vuk Branković“ wird er in einem Schriftstück des Lazar Hrebeljanović von 1389 erwähnt. 1397 überführte er Vuks sterbliche Überreste nach Agiou Pavlou. Dort starb Radonja am 3. Dezember 1399.